# Jinusean
Jinusean (em hangul: 지누션; estilizado como JINUSEAN) é uma dupla sul-coreana de hip hop da YG Entertainment. A dupla é composta por Kim Jin-woo (hangul: 김진우; também conhecido pelo nome artístico Jinu) e Noh Seung-hwan (hangul:노승환; também conhecido pelo nome artístico Sean), que estreou em 1997 e ganhou fama com o single "Tell Me". Eles são considerados os pioneiros do hip hop coreano e também um dos primeiros artistas contratados da YG Entertainment.

## História
Antes da formação da dupla Jinusean, Sean trabalhou como dançarino de apoio do lendário grupo de K-pop Seo Taiji and Boys no início dos anos 90, e Jinu havia estreado como artista solo através da canção "I Was The Captain" em 1994. Ambos estrearam como Jinusean com o single "Gasoline" em 1997, sob a orientação do CEO da YG Entertainment e do ex-membro de Seo Taiji and Boys, Yang Hyun-suk e do ex-membro da dupla Deux, Lee Hyun Do. Seu segundo single, "Tell Me" (com a cantora Uhm Jung-hwa), foi o primeiro êxito comercial da dupla e os levou ao estrelato.
Entre 2004 e 2014, a dupla entrou em uma pausa prolongada, mas permaneceu na YG Entertainment trabalhando em vários funções nos bastidores. Eles também fizeram participações individuais em vários concertos da YG Family. Em 2014, a dupla realizou uma aparição no especial do programa Infinite Challenge chamado de "Saturday, Saturday is for Singers" (ToToGa), que apresentou cantores e grupos populares da década de 1990, o que levou seus integrantes a se apresentarem como uma dupla na televisão pela primeira vez em uma década. Em 2015, eles lançaram seu single de retorno "One More Time", seu primeiro lançamento desde 2004. Eles também apareceram na quarta temporada da competição de rap Show Me the Money como juízes.

## Discografia

### Álbuns de estúdio
| Título                    | Detalhes do álbum | Melhores posições nas paradas | Vendas          |
| Título                    | Detalhes do álbum | COR                           | Vendas          |
| ------------------------- | --- | ----------------------------- | --------------- |
| Jinusean                  | - Lançamento: 1 de março de 1997 - Gravadora: YG Entertainment - Formatos: CD, cassete Lista de faixas 1. Jinusean Bomb (Feat. Perry, Legacy) 2. Gasoline 3. 내가 4. 말해줘 (Feat. Uhm Jung-hwa) 5. Celebrate 6. Young Nation (Feat. D.O, Yang Hyun-suk) 7. 미행 8. 서로 9. Celebrate (English Ver.) (Feat. Lee Sae-yeong, Perry) 10. Gasoline (D.O Edit Ver.) (Feat. Yang Hyun-suk) | -                             | -               |
| The Real                  | - Lançamento: 5 de janeiro de 1998 - Gravadora: YG Entertainment - Formatos: CD, cassete Lista de faixas 1. Jinusean Bomb (remix) (Feat. Perry) 2. 이제 더 이상 (MF Family Ver.) (Feat. Yang Hyun-suk FM New Group) 3. Gasoline (English Ver.) 4. Celebrate (remix) (Feat. Lee Sae-yeong, Perry) 5. Throw Them Hands Up (Feat. Perry, FM New Group) 6. Gasoline (remix) 7. Like This, Like That (Feat. Jo Wonsun) 8. What U Wanna Do (English Ver.) (Feat. Perry, FM New Group) 9. Jinusean Bomb (Original Ver.) (Feat. Perry) 10. Celebrate (Original Ver.) | -                             | -               |
| Taekwon V                 | - Lançamento: 9 de março de 1999 - Gravadora: YG Entertainment - Formatos: CD, cassete Lista de faixas 1. Intro 2. Taekwon V 3. How Deep Is Your Love 4. Baby Come Back 5. Return Of The Bomb 6. 자유 7. 자나깨나 8. Freestyle 9. 너를 기억해 | 4                             | - COR: 254,031+ |
| The Reign                 | - Lançamento: 7 de fevereiro de 2001 - Gravadora: YG Entertainment - Formatos: CD, cassete Lista de faixas 1. Holdin’ Down (Feat. Mobb Deep, Perry) 2. A-Yo! 3. Real Wunz (Feat. Cypress Hill) 4. 빙빙빙 5. Hip Hop Seoul-자(者) (Feat. Chino XL, Masta Wu, Teddy) 6. Ooh Boy (Feat. J) 7. 2 Run Hip Hop 8. 힙合 (Feat. Masta Wu, Lexy) 9. Follow Me (Feat. M-Flo) 10. Js Anthem 11. Outro (Feat. 3534, Lexy, Vanessa) 12. Ooh Boy (The Black Crow Remix) (Feat. Perry, Lexy, Yoon Hee-joong                                                                 | 4                             | - COR: 218,135+ |
| Let's Play (노.라.보.세.) | - Lançamento: 12 de novembro de 2004 - Gravadora: YG Entertainment - Formatos: CD, cassete Lista de faixas 1. What’s Up (Intro) (Feat. Perry, Kim Ji-eun) 2. Phone Number (전화번호) 3. 요술방망이 4. 신나는 힙합 5. Tonight (Feat. Kim Ji-eun) 6. 미스터 지누션 (Feat. Wheesung, Masta Wu) 7. Good Time (Feat. Wheesung) 8. 보이네 (Feat. Gummy) 9. 2 All My People (Feat. Snoop Dogg, Warren G, Perry) 10. Welcome (Feat. Lexy) 11. Micro Phone (Feat. Teddy and Danny of 1TYM) 12. What’s Up (Outro) (Feat. Perry) 13. 열정 리믹스 (Remix) (Feat. Seven)  | 12                            | - COR: 24,391+  |

### Singles
| Título                                                    | Ano  | Melhor posição | Vendas          | Álbum                |
| Título                                                    | Ano  | COR            | Vendas          | Álbum                |
| --------------------------------------------------------- | ---- | -------------- | --------------- | -------------------- |
| Tell Me One More Time (한번 더 말해줘) (feat. Jang Hanna) | 2015 | 5              | - COR: 675,611+ | Lançamento sem álbum |

## Filmografia

### Vídeos musicais
| Ano  | Álbum                | Canção                                    |
| ---- | -------------------- | ----------------------------------------- |
| 1997 | Jinusean             | Gasoline                                  |
| 1998 | The Real             | What U Wanna Do                           |
| 1999 | Taekwon V            | Taekwon V                                 |
| 1999 | Taekwon V            | How Deep is Your Love                     |
| 2001 | The Reign            | A-Yo!                                     |
| 2004 | Let's Play           | Phone Number (전화번호)                   |
| 2015 | Lançamento sem álbum | Tell Me One More Time (한번 더 말해줘)    |
| 2015 | Show Me the Money 4  | Oppa's Car (오빠차) ft. Incredivle, Tablo |

### Programas de televisão
| Ano  | Emissora | Título              | Notas                      | Membro |
| ---- | -------- | ------------------- | -------------------------- | ------ |
| 2015 | Mnet     | Show Me the Money 4 | Juízes (Time YG com Tablo) | Ambos  |

## Prêmios e indicações
| Ano  | Prêmio                  | Categoria                     | Trabalho indicado | Resultado | Ref.   |
| ---- | ----------------------- | ----------------------------- | ----------------- | --------- | ------ |
| 1997 | Golden Disc Awards      | Prêmio Artista Rookie         | —                 | Venceu    | [ 14 ] |
| 1997 | Seoul Music Awards      | Prêmio Principal (Bonsang)    | —                 | Venceu    | [ 15 ] |
| 2001 | Mnet Asian Music Awards | Melhor Performance de Hip Hop | "A-yo"            | Indicado  | [ 16 ] |
| 2001 | Mnet Asian Music Awards | Melhor Grupo Masculino        | "A-yo"            | Indicado  | [ 16 ] |
| 2005 | Mnet Asian Music Awards | Melhor Performance de Hip Hop | "Phone Number"    | Indicado  | [ 17 ] |

## Concertos
- Jinusean Bomb (2015)